# Emme
O Emme, vendido nas versões 420, 420T e 422T, foi um automóvel fabricado pela Megastar Veículos Ltda, em Pindamonhangaba (SP), Brasil, entre 1997 e 1999.
O principal modelo, o Emme 422T, é um sedan grande, que utiliza propulsor 2.2L 16V I4 Turbo, da LOTUS, capaz de gerar 264 cv e levar o automóvel à 273 km/h (velocidade apenas divulgada). Seu desenho, cuja empresa divulgava ter sido desenvolvido ao longo de 10 anos de pesquisas, remetida ao do conceito ECC da Volvo, lançado em 1992 e que tornaria-se o Volvo S80 em 1998 - fato que gerou confusões a respeito de plágio da companhia sueca, quando o correto era o contrário.
Era um veículo bastante caro para a época (1997), custava mais de R$ 100.000,00.
Teve como variantes os modelos Emme 420 e Emme 420T, ambos dotados de um motor 2.0L I4 16V, aspirado ou turbo.
Segundo informações, foram produzidas apenas 15 unidades do modelo, antes que a Megastar encerrasse suas operações no Brasil. 

## Ver Também
- Megastar Veículos Ltda
- Volvo S80